# Richie Dalmau
Raymond "Richie" Dalmau Santana (nacido el 23 de octubre de 1973 en Arecibo, Puerto Rico) es un exjugador y  entrenador de baloncesto, empresario, productor ejecutivo musical, compositor, músico, líder del grupo musical Sueño de Hormiga y filántropo puertorriqueño. 

## Carrera
Raymond ("Richie") Dalmau (nacido en 1973) es un jugador de baloncesto jubilado de Puerto Rico. Con 1.96 metros de estatura, juega en la posición de alero. El hijo mayor del legendario Raymond Dalmau. Richie promedió 14.5 puntos por juego con 4.6 rebotes y 5.1 asistencias. Es uno de los pocos jugadores que alcanza los 6.600 puntos, 2.100 rebotes, 2.300 asistencias y 500 canastas de tres filas, lo que sería una de las mejores y más completas carreras de la historia de BSN.  Con el equipo nacional jugó desde finales de los noventa hasta la Copa Mundial de Indianápolis 2002, donde se clasificó como el quinto mejor anotador en Puerto Rico.

Comenzó su carrera profesional en 1990 con los Capitanes de Arecibo bajo la dirección de su padre. El año siguiente se trasladó al equipo donde su padre pasó su carrera, las Piratas de Quebradillas. Se convirtió en estrella de baloncesto mientras jugaba con Quebradillas, ganando un puesto en la Selección Nacional Puertorriqueña en 1995. Todavía mantiene ese puesto como guardia de fondo. Con la Selección ha participado en muchos eventos internacionales, entre ellos los Juegos Olímpicos de 1996 y los Torneos Mundiales 1998 y 2002.

Participó en dos finales de la Liga Puertorriqueña en los años 1999 y 2000, perdiéndolos ambos ante los Cangrejeros de Santurce. En 2001 fue nombrado el jugador más destacado de la liga. En 2002 participó en la NBA National Basketball Development League (NBDL) con los Fayetteville Patriots y el Roanoke Dazzle. Al final de la temporada 2003, los Piratas Quebradillas tuvieron muchos problemas financieros y perdieron los derechos de todos sus jugadores. Richie y su hermano Ricardo se trasladaron a los Indios de Mayagüez. Para la temporada 2005, los hermanos Dalmau firmaron con los Cangrejeros de Santurce, que su padre Raymond entrenará. Durante este tiempo Richie y su hermano Ricardo ganaron su primer campeonato en la liga en 2007. Richie firmó de nuevo con los Cangrejeros de Santurce en 2007 durante tres años.

## Saga de los Dalmau
Forma parte de una gran familia relacionada con el baloncesto siendo el mayor de una saga de hermanos baloncestistas: Christian Dalmau, (1975) y Ricardo Dalmau, (1977) siendo el padre de ellos Raymond Dalmau, (1948) y sobrino de Steve Dalmau.

## Participaciones en competiciones internacionales

### Mundiales
- Estados Unidos 2002 7/16

## Trayectoria
- Capitanes de Arecibo (1990-1991)
- Piratas de Quebradillas (1992-2003)
- Pallalcesto Amatori Udine (2000)
- Piratas de Quebradillas (2000-2003)
- Indios de Mayagüez (2004)
- Cangrejeros de Santurce (2005-2008)
- Piratas de Quebradillas (2009)

## Carrera musical
Compositor, músico y productor  ejecutivo. Comienza sus carrera como compositor en 2003. Líder y fundador de la Banda de Pop/Rock cristiana Sueño de Hormiga. Sueño de Hormiga fue creada en el 2005. Sueño de Hormiga nace del deseo de hacer música diferente, música que inspire y nos de las herramientas para llegar nivel que Dios tiene para todos. Los intregrantes de Sueño de Hormiga son:  Yelitza  "Yela"  Cintrón como vocalista principal, Gilberto  "Pipo"  Torres como  tecladista y Raymond  "Richie"  Dalmau como guitarrista. Durante su carrera en esta banda, a viajado a Sur America  y los Estados Unidos varias veces. Fue nominado como productor del año por su tercer disco Un Día Mejor, por la Academia de los premios AMCL (Academia Musical Cristiana desde la Perspectiva Latina).  Es Cofundador de la Fundación Aprendí a Quererme  junto con la agrupación musical han formado varias actividades de carácter social, a favor de los niños y las víctimas de violencia doméstica.

## Discografía de Sueño de Hormiga
Sueño de Hormiga  2008

1. Sueño De Hormiga
2. Vivo Por Ti
3. Se Trata De Ti
4. Un Poema Entre Tú Y Yo
5. Lo Que Quieras Tú
6. Cómo Iba a Imaginar
7. Me Sostiene Tu Amor
8. Danzaré
9. Soy Feliz
10. Más Que Una Ilusión
11. Eres Mi Dios
12. El Amor Que Me Das

Más Allá  2012

1. Junto a Ti
2. Nube a Nube
3. Aprendí a Quererme
4. Más Allá
5. Sin Final
6. Tan Lejos
7. Tus Detalles
8. Mi Realidad
9. Vives en Mí (feat. Dr. P)

Un día Mejor  2015

1. Solo Para Mí
2. Mas
3. Sigo de Pie
4. Mundo Alreves
5. Un Día Mejor
6. Contigo o Sin Ti
7. Quien Es Como Tu
8. Tu y Yo
9. Déjame Entrar
10. Hoy Niños

Fuego de Amor (live)  2016

1. Intro (Live)
2. Eres Mi Dios (Live)
3. Mundo al Revés (Live)
4. Vivo por Ti (Live)
5. Se Trata de Ti (Live)
6. Cómo Iba a Imaginar (Live)
7. Vives en Mí (Live) [feat. Dr. P]
8. Más (Live)
9. Me Sostiene Tu Amor (Live)
10. Quién Es Como Tú (Live)
11. Soy Feliz (Live)
12. Fuego de Amor
13. Dios Eterno (feat. Sangre)
14. Todo es Nuevo